# Clathria brondstedi
Clathria brondstedi är en svampdjursart som beskrevs av Hooper 1996. Clathria brondstedi ingår i släktet Clathria och familjen Microcionidae. Inga underarter finns listade i Catalogue of Life.